# 斯科特圆环

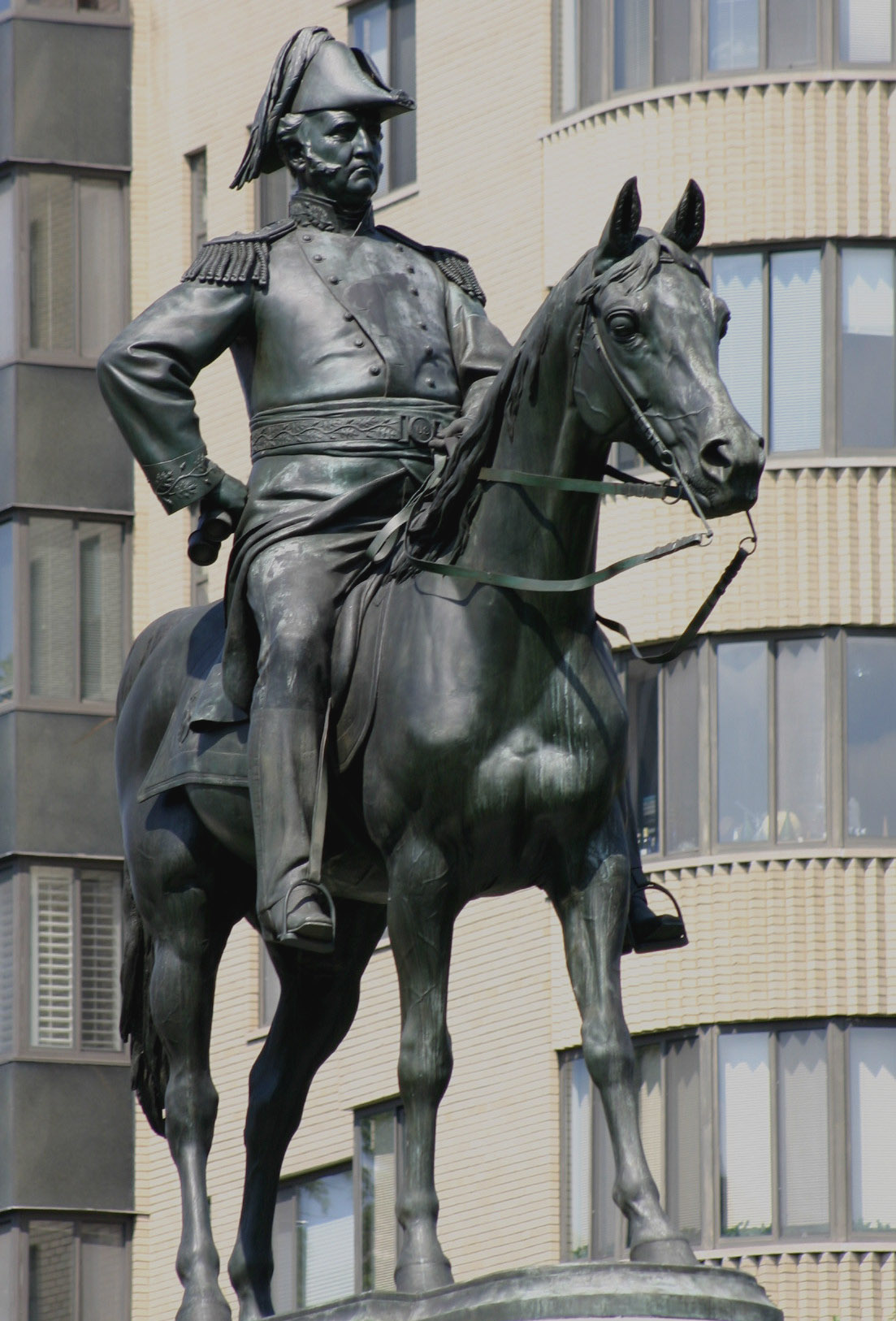
温菲尔德斯科特

斯科特圆环 （Scott Circle）是美国华盛顿哥伦比亚特区西北区的一个交通环岛，马萨诸塞大道、罗德岛大道和16街在此交汇。N街通过科雷希多街和巴丹街连接至罗德岛大道和马萨诸塞大道。
澳大利亚和菲律宾大使馆位于斯科特圆环。  
温菲尔德·斯科特雕塑自1874年立于斯科特圆环。丹尼尔·韦伯斯特纪念碑和山姆·赫尼曼纪念碑也在圆环周边。
38°54′26″N 77°02′11″W / 38.90724°N 77.036508°W